# Tarvastu
Pour l'article homonyme, voir Tarvastu (ancienne commune).
Tarvastu (autrefois en allemand : Tarwast) est un petit village d'Estonie appartenant à la commune de Tarvastu dans la région de Viljandi (autrefois : district de Fellin). Il est connu pour les ruines de son château teutonique.

## Architecture
- Église Saint-Pierre